# Однополые браки в Финляндии
Однополые браки в Финляндии регулируются законом о равном браке, определяющим брак как союз двух лиц, а не как союз мужчины и женщины, который вступил в силу 1 марта 2017 года. Данный закон легализовал в стране однополые браки и предоставил однополым супругам право на совместное усыновление детей. Проект закона в декабре 2014 года был одобрен парламентом Финляндии, а в феврале 2015 года президентом Финляндии Саули Ниинистё было утверждено внесение соответствующих изменений в закон о браке Финляндии.
Ранее, с 1 марта 2002 года, в стране действовал закон о зарегистрированных гражданских партнёрствах (фин. rekisteröity parisuhde, швед. registrerat partnerskap), позволявший двум лицам одного пола, достигшим 18-летнего возраста, зарегистрировать свои отношения.

## Гражданское партнёрство
Закон был одобрен в сентябре 2001 года и вступил в силу 1 марта 2002 года. Согласно закону, лица, вступающие в гражданское партнёрство, получили те же права, что и обычные семьи, в сфере наследования собственности партнёра, а также в случае развода. Однако закон запретил однополым союзам носить общую «семейную» фамилию и усыновлять детей.
За период с момента вступления закона в силу 1 марта 2002 года по июль 2002 года в Финляндии было заключено 208 однополых союзов. За указанный период были зафиксированы также и первые разводы среди геев и лесбиянок. По данным на март 2012 года в стране проживает 1600 пар, состоящих в зарегистрированном партнёрстве.
С 1 марта 2017 года новые гражданские партнёрства более не могут быть заключены в связи с вступлением в силу закона, легализующего однополые браки. Существующие зарегистрированные партнёрства остаются в силе и могут быть преобразованы в брак по желанию пары.

## Смежное законодательство
До этого нерегулируемая сфера услуг вспомогательных репродуктивных технологий впервые попала на рассмотрение правительства в 1984 году, но консенсус так и не был достигнут ни в 80-х, ни в 90-х. В конце 2002 года правительство направило в парламент Финляндии проект закона, регулирующего данные услуги и, в частности, позволяющего незамужним женщинам и лесбийским парам воспользоваться искусственным оплодотворением. Однако в начале 2003 года правовой комитет парламента предложил ограничить рамки предоставления услуг гетеросексуальными парами, после чего парламент проголосовал против закона, и правительство отозвало законопроект.
Правительство вернулось к рассмотрению вопроса в начале 2005 года, а 13 октября 2006-го парламент одобрил закон, предоставляющий доступ к искусственному оплодотворению лесбийским парам и одиноким матерям, однако целиком запрещающий в стране суррогатное материнство. Закон вступил в силу в сентябре 2007 года.
В мае 2009 года парламент Финляндии абсолютным большинством голосов (108 — за, 29 — против) принял закон, позволяющий второму партнёру усыновлять биологического ребёнка своего партнёра.
Весной 2011 года Министерство юстиции Финляндии направило запрос в этическую совещательную комиссию в сфере социального здравоохранения (фин. Valtakunnallinen sosiaali- ja terveysalan eettinen neuvottelukunta или ETENE) о составлении отчёта по вопросам суррогатного материнства. В конце сентября 2011-го в предварительном отчёте комиссия рекомендует разрешить суррогатное материнство, но лишь в исключительных случаях, например, когда у женщины, желающей стать матерью, отсутствует матка.

## Однополый брак
Опрос при поддержке Евросоюза в декабре 2006 года показал, что однополый брак (фин. samaa sukupuolta olevien avioliitto) поддерживает 45 % населения Финляндии. Позже, согласно опросу, проведённому в августе 2010 года по заказу финского радио YLE, около 54 % финнов выступило за закон о браках, предоставляющий одинаковые права, независимо от сексуальной ориентации супругов. Опрос 2013 года, проведённый агентством Taloustutkimus по заказу газеты Aamulehti, выявил согласие 58 % опрошенных предоставить однополым парам одинаковые с разнополыми парами права. Согласно опросу 2015 года, однополые браки поддержали 66 % финнов.
В марте 2010 года христианская газета Kotimaa провела опрос депутатов Эдускунты. В опросе приняли участие 126 депутатов из 200. Из них против закона об однополых браках высказались 56 %. Из представителей Социал-демократической партии за закон высказалось 63 %, представители из партий Зелёного союза и Левого союза одобрили идею единогласно. При этом большинство депутатов из партий Финляндский центр и Национальная коалиция выступили против такого закона.
В июне 2012 года на съезде Шведской народной партии было принято решение поддержать закон о брачном равенстве; на проходившем тогда же съезде Коалиционной партии вопрос о поддержке так и не был поставлен на голосование.

### Правительство Мари Кивиниеми
Тем не менее, позже в опросе, проведённом газетой Helsingin Sanomat в апреле 2010 года, обнаружилась межпартийная поддержка законов о гендерно-нейтральном браке и совместном усыновлении однополыми парами. Секретарь Национальной коалиции Тару Туюнен заявила о намерении партии поставить вопрос о соответствующем законодательстве на следующем съезде партии. В июне 2010 года депутаты Национальной коалиционной партии на съезде партии проголосовали за предполагаемый закон о гендерно-нейтральном браке, несмотря на то, что вице-председатель парламентской фракции НКП Бен Зыскович не верил, основываясь на своих представлениях о поддержке инициативы среди депутатов, что этот законопроект будет одобрен партией в ближайшие четыре года. Двумя неделями ранее СДП также поддержала законопроект на партийном съезде. Аналогичные пункты есть программах партий Зелёного и Левого союзов.
Министр иностранных дел Александр Стубб в своей вступительной речи 28 июня 2010 года на гей-прайде в Хельсинки потребовал принятие законов о гендерно-нейтральном браке и совместном усыновлении однополыми парами, а 2 июля того же года министр юстиции Туия Бракс объявила, что Министерство юстиции готовит реформу закона о бракосочетании, но решение может быть принято не раньше осени 2011 года, позволив закону вступить в силу к 2012 году.

### Правительство Юрки Катайнена
На парламентских выборах в апреле 2011 года большинство партий потеряли часть поддержки избирателей, а националистическая партия Истинные финны оказалась на третьем месте по числу поданных голосов. После сложных двухмесячных переговоров было сформировано коалиционное правительство из шести партий, однако пункт о гендерно-нейтральном браке был исключён из правительственной программы по требованию партии Христианских демократов, а большинство представителей в парламентском комитете по юридическим вопросам нового правительства не поддержало идею гендерно-нейтрального брака. Тем не менее, в июле 2011 года депутат парламента Лассе Мяннистё сообщил о формировании межпартийной рабочей группы по поддержке инициативы с целью разработки текста предполагаемого закона и сбора осенью депутатских подписей, необходимых для вынесения его на рассмотрение парламентом. Разработка проекта закона была завершена 22 сентября, и группа приступила к сбору подписей. На конец ноября группе удалось собрать 70 подписей из минимум ста необходимых, к началу февраля 2012 года — 76.
Восьмого февраля 2012 года законопроект о введении в Финляндии однополого брака за подписью 76 депутатов из шести партий поступил в парламент страны. Против данной инициативы выступает партия Христианские демократы во главе с министром внутренних дел Пяйви Рясянен и депутат Бен Цюскович. После предварительного обсуждения, начавшегося 20 марта, проект закона был направлен на рассмотрение в парламентский комитет по юридическим вопросам. Несмотря на оценку представителя фракции «Зелёных» Ораса Тюнккюнена, что в случае одобрения комитетом закон мог бы быть вынесен на голосование в парламент весной 2012 года, инициатива почти год не рассматривалась комитетом. Однако 27 февраля 2013 года комитет рассмотрел законопроект и принял решение заблокировать инициативу.

### Гражданская законодательная инициатива
После того, как законодательная комиссия парламента в конце февраля отклонила законопроект, сторонники равноправного брака начали кампанию по сбору подписей под гражданской законодательной инициативой о брачном равенстве. По закону о гражданских законодательных инициативах, принятому в 2012 году, предложенный гражданами проект закона выносится на рассмотрение парламентом, если за полгода инициатива получила как минимум 50 тысяч подписей. За день до окончания сбора подписей, 19 сентября, инициативу поддержали 162 тысячи финнов, несмотря на планы организаторов собрать 250 тысяч подписей. Однако минимально необходимый для рассмотрения порог был достигнут уже в первый день сбора подписей. При этом законодательная комиссия Эдускунты в июле решила не рассматривать инициативу досрочно. Заявка со 166 тысячами подписей была подана 13 декабря спикеру парламента Ээро Хейнялуома, при этом 42 тысячи человек подписали петицию против законопроекта. После жестких дебатов 20 февраля 2014 года проект закона был снова направлен в законодательную комиссию парламента, единогласно принявшую решение продолжить рассмотрение инициативы и назначившую начало публичных слушаний на 13 марта 2014 года. После более трех месяцев обсуждения законопроекта 25 июня 2014 года комиссия проголосовала против поддержки брачного равенства и права однополых пар на усыновление.
Опрос общественного мнения, заказанный в марте 2014 года инициативной группой Tahdon2013, показал, что 65 % финнов поддерживают принятие закона о равноправном браке для однополых пар и 27 % граждан выступают против, тогда как более раннее исследование, проведённое компанией «Экономические исследования» в сентябре 2013 года, выявило, что 58 % опрошенных финнов поддерживают равноправный брак, 8 % не смогли определиться со своей позицией и 34 % выступили против.
28 ноября 2014 года парламент Финляндии в первом чтении 105 голосами против 92 одобрил законопроект, согласно которому однополые пары будут обладать теми же правами, что и традиционные, включая право на совместное усыновление детей. Мнения в парламентских фракциях разделились: все представители Союза левых сил и Зеленых проголосовали за принятие гражданской инициативы; Христианские демократы поголовно выступили против; среди Истинных финнов только Арья Ювонен проголосовала за, отстранившись тем самым от общей политики партии; из депутатов Коалиционной партии законопроект поддержали 28, а против выступили 16 человек; среди центристов оказалось больше противников закона — 30 «против» и 6 «за»; большинство депутатов Социал-демократов проголосовали за равноправный брак, только Кари Раямяки и Харри Валлин выступили против. 12 декабря законопроект был одобрен во втором чтении 101 голосом против 90.
20 февраля 2015 года президентом Финляндии Саули Ниинистё было утверждено внесение соответствующих изменений в закон о браке Финляндии, после чего Министерство юстиции должно приступить к подготовке изменений в финском законодательстве.
17 февраля 2016 года финский парламент голосами 106-42 одобрил поправки к обновленному закону о браке. Закон должен вступить в силу через три года, в этой связи уполномоченный при президенте РФ по правам ребёнка Павел Астахов заявил, что с этого времени пары из Финляндии не смогут более усыновлять детей из России. Городские магистраты сообщили об общем решении не сообщать о количестве заключённых однополых союзов.
Данный закон первый и единственный пример одобрения парламентом гражданской инициативы. Закон вступил в силу 1 марта 2017 года.

## Отношение церкви
Евангелическо-лютеранская церковь Финляндии официально не благословляет однополые пары, хотя новый глава финских лютеран архиепископ Кари Мякинен призвал к активному обсуждению данного вопроса, а епископ Хельсинки Ирья Аскола не исключает права однополых пар получать благословение церкви после регистрации отношений. В конце 2010 года церковный Собор принял решение о составлении специальной молитвы для вступающих в официальные отношения однополые пары, но подчеркнул, что она не должна содержать признаков церковного обряда и что речь не идет о благословении однополых пар. Вместе с тем 9 июня 2013 года на миссионерском празднике в Выставочном центре Хельсинки епископ Ирья Аскола впервые в истории евангелическо-лютеранской церкви Финляндии благословила однополую пару для миссионерской поездки в район реки Меконг в Юго-Восточной Азии.
В октябре 2010 года в ходе теледебатов, посвящённых проблеме гомосексуальности, председатель партии Христианских демократов Пяйви Рясянен выступила с резким неприятием идеи о разрешении венчания однополых пар в церкви. После этой телепередачи не согласные с такой позицией прихожане лютеранской церкви Финляндии начали активно выходить из церкви, и через неделю их количество по всей стране превысило 24 тысячи (тогда как за весь предыдущий год из церкви вышло 40 тысяч человек). Также приблизительно за тот же период времени более тысячи человек вступило в партию Рясянен.
В конце марта 2013 года в утренней программе коммерческого телеканала МТВ3 Huomenta Suomi свою поддержку законопроекту о равноправном браке выразил глава лютеранско-евангелической церкви Финляндии архиепископ Кари Мякинен, но на следующий день архиепископ аннулировал своё заявление, заявив, что говорил о равноправном отношении к людям в общих словах. В связи с одобрением парламентом страны 28 ноября 2014 года закона о гендерно-нейтральном браке, архиепископ Кари Мякинен на своей странице в Facebook, поблагодарив авторов гражданской инициативы и участников общественных дискуссий, заявил, что «понимает значимость этого дня для представителей сексуальных меньшинств, их родных и близких, а также многих других». В знак протеста, за три последующих дня Евангелическо-лютеранскую церковь Финляндии покинуло 13 184 человека.
31 августа 2016 года на собрании епископов ЕЛЦФ, прошедшем в городе Йоэнсуу, несмотря на введение нового закона, было принято решение венчать в будущем в качестве супругов только мужчину и женщину. В этой связи ряд хельсинкских священнослужителей объявили об отказе выполнять данное постановление.